# Kornatka (skała)

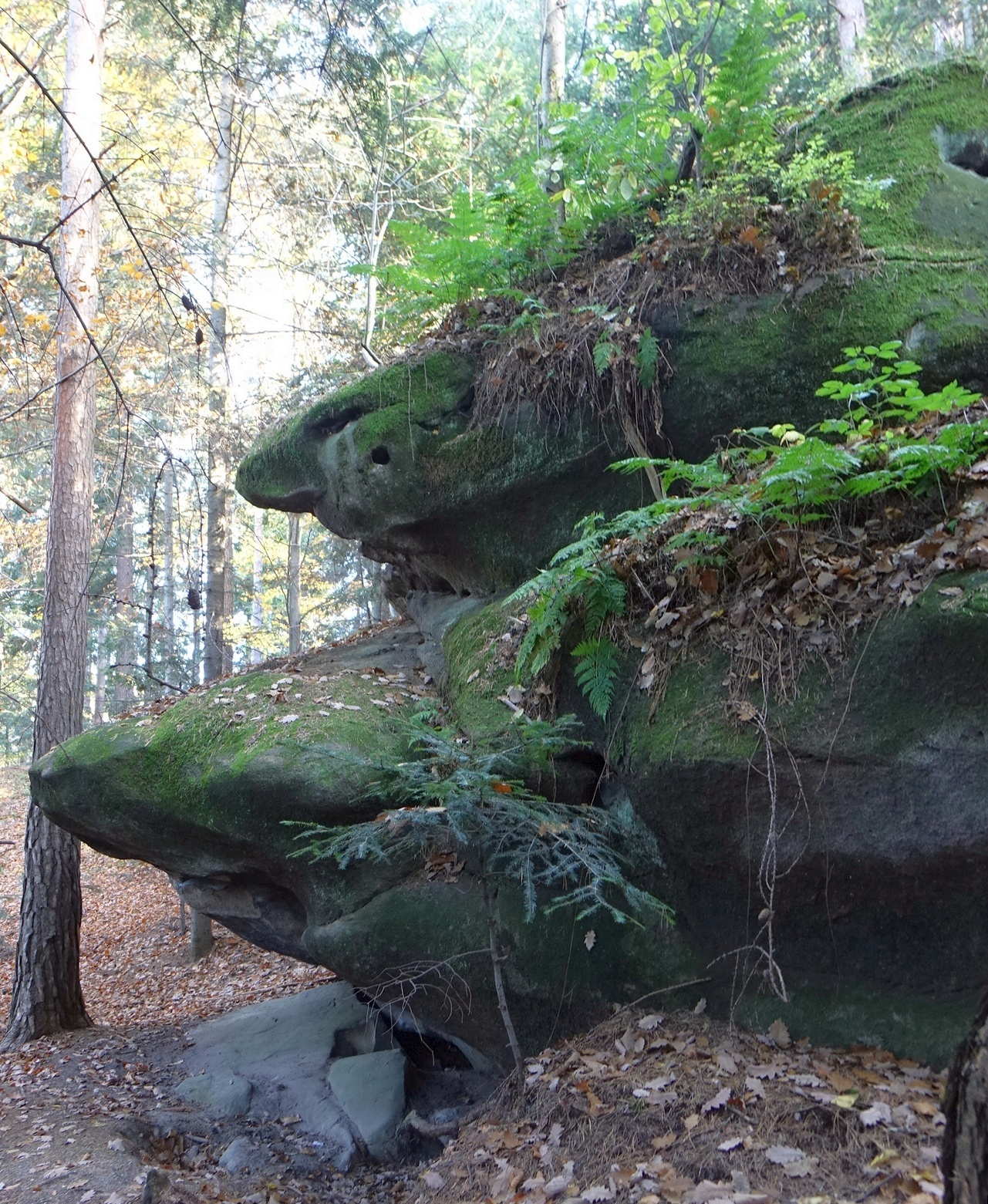

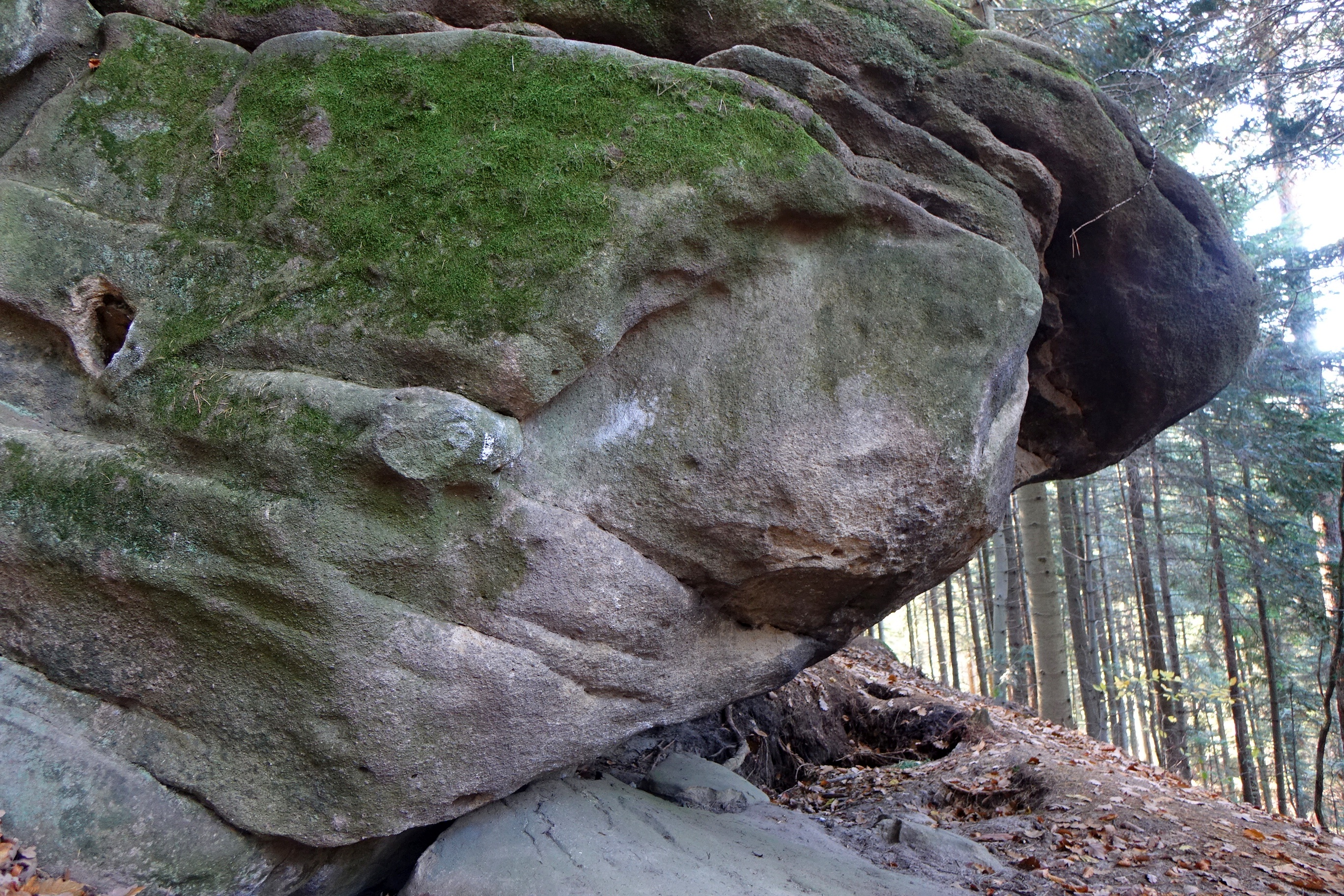

Kornatka lub Baszta – skała we wsi Kornatka w województwie małopolskim, w powiecie myślenickim, w gminie Dobczyce. Pod względem geograficznym rejon ten należy do Pogórza Wiśnickiego w obrębie Pogórza Zachodniobeskidzkiego.
Skała jest trudna do odszukania. Znajduje się w lesie w odległości kilkuset metrów na północny zachód od leśniczówki (zejście w dół po stoku). Zbudowana jest z drobnoziarnistego piaskowca. Ma pionowe lub przewieszone ściany z poziomymi pęknięciami i okapami. Uprawiany jest na niej bouldering. G. Rettinger pisze o skale: „wytrenujemy głównie umiejętności mantlowe. Poza tym znajduje się tu kilka nietrudnych, pionowych problemów”. Jest 14 dróg wspinaczkowych (baldów) o trudności od 3 do 6c+ w skali francuskiej. Start do wszystkich z pozycji siedzącej lub stojącej.
1. Józek; 3
2. Serwatka; 4
3. Zjazdowy; 3
4. Nie chcem, ale muszem; 4
5. Pyrsk; 3
6. Grzech; 3
7. Buła; 3
8. Pierwotny; 3
9. Narkornatka; 5
10. Corenatka; 6a
11. Popkornatka; 6c
12. Hardcorenatka; 6c
13. Nabrzmiałe brony; 6c
14. Płaskornatka; 6c[1].